# Bolivia op de Olympische Zomerspelen 2008
Bolivia nam deel aan de Olympische Zomerspelen 2008 in Peking, China.
Bolivia debuteerde op de Zomerspelen in 1936 en deed in 2008 voor de twaalfde keer mee. Bij de elf vorige deelnames won Bolivia geen medaille.

## Deelnemers en resultaten
De deelnemer in de schietsport nam deel op uitnodiging van de Olympische tripartitecommissie.
 (m) = mannen, (v) = vrouwen 

### Atletiek
| Olympiër          | Onderdeel    | Resultaat | Prestatie              |
| ----------------- | ------------ | --------- | ---------------------- |
| Fadrique Iglesias | 800 m (m)    | 53e       | serie 6: 7e in 1.50,57 |
|                   |              |           |                        |
| Sonia Calizaya    | marathon (v) | 59e       | 2:45.53                |

### Gewichtheffen
| Olympiër                | Onderdeel | Resultaat | Prestatie                                                |
| ----------------------- | --------- | --------- | -------------------------------------------------------- |
| María Teresa Monasterio | -63kg (v) | 17e       | trekken: 18e met 63kg stoten: 17e met 78kg totaal: 141kg |

### Schietsport
| Olympiër      | Onderdeel | Resultaat | Prestatie                                         |
| ------------- | --------- | --------- | ------------------------------------------------- |
| César Menacho | trap (m)  | 34e       | kwalificatie: 34e met 106 punten (24-22-21-18-21) |

### Wielersport
| Olympiër         | Onderdeel        | Resultaat | Prestatie      |
| ---------------- | ---------------- | --------- | -------------- |
| Horacio Gallardo | wegwedstrijd (m) | DNF       | niet gefinisht |

### Zwemmen
| Olympiër             | Onderdeel           | Resultaat | Prestatie            |
| -------------------- | ------------------- | --------- | -------------------- |
| Miguel Ángel Navarro | 100m vrije slag (m) | 63e       | serie 1: 2e in 56,96 |
|                      |                     |           |                      |
| Katerine Moreno      | 50m vrije slag (v)  | 64e       | serie 4: 4e in 29,05 |

Afghanistan · Albanië · Algerije · Amerikaanse Maagdeneilanden · Amerikaans-Samoa · Andorra · Angola · Antigua en Barbuda · Argentinië · Armenië · Aruba · Australië · Azerbeidzjan · Bahama's · Bahrein · Bangladesh · Barbados · België · Belize · Benin · Bermuda · Bhutan · Bolivia · Bosnië en Herzegovina · Botswana · Brazilië · Britse Maagdeneilanden · Bulgarije · Burkina Faso · Burundi · Cambodja · Canada · Centraal-Afrikaanse Republiek · Chili · China · Chinees Taipei · Colombia · Comoren · Congo-Brazzaville · Congo-Kinshasa · Cookeilanden · Costa Rica · Cuba · Cyprus · Denemarken · Djibouti · Dominica · Dominicaanse Republiek · Duitsland · Ecuador · Egypte · El Salvador · Equatoriaal-Guinea · Eritrea · Estland · Ethiopië · Fiji · Filipijnen · Finland · Frankrijk · Gabon · Gambia · Georgië · Ghana · Grenada · Griekenland · Groot-Brittannië · Guam · Guatemala · Guinee · Guinee‑Bissau · Guyana · Haïti · Honduras · Hongarije · Hongkong · Ierland · IJsland · India · Indonesië · Irak · Iran · Israël · Italië · Ivoorkust · Jamaica · Japan · Jemen · Jordanië · Kaaimaneilanden · Kaapverdië · Kameroen · Kazachstan · Kenia · Kirgizië · Kiribati · Koeweit · Kroatië · Laos · Lesotho · Letland · Libanon · Liberia · Libië · Liechtenstein · Litouwen · Luxemburg · Macedonië · Madagaskar · Malawi · Malediven · Maleisië · Mali · Malta · Marshalleilanden · Marokko · Mauritanië · Mauritius · Mexico · Micronesië · Moldavië · Monaco · Mongolië · Montenegro · Mozambique · Myanmar · Namibië · Nauru · Nederland · Nederlandse Antillen · Nepal · Nicaragua · Nieuw-Zeeland · Niger · Nigeria · Noord-Korea · Noorwegen · Oeganda · Oekraïne · Oezbekistan · Oman · Oostenrijk · Oost‑Timor · Pakistan · Palau · Palestina · Panama · Papoea-Nieuw-Guinea · Paraguay · Peru · Polen · Portugal · Puerto Rico · Qatar · Roemenië · Rusland · Rwanda · Saint Kitts en Nevis · Saint Lucia · Saint Vincent en Grenadines · Salomonseilanden · Samoa · San Marino · Sao Tomé en Principe · Saoedi-Arabië · Senegal · Servië · Seychellen · Sierra Leone · Singapore · Slovenië · Slowakije · Soedan · Somalië · Spanje · Sri Lanka · Suriname · Swaziland · Syrië · Tadzjikistan · Tanzania · Thailand · Togo · Tonga · Trinidad en Tobago · Tsjaad · Tsjechië · Tunesië · Turkije · Turkmenistan · Tuvalu · Uruguay · Vanuatu · Venezuela · Verenigde Arabische Emiraten · Verenigde Staten · Vietnam · Wit-Rusland · Zambia · Zimbabwe · Zuid-Afrika · Zuid-Korea · Zweden · Zwitserland
Uitgesloten van deelname: Brunei